# Новокорміхинська сільська рада
Новокормі́хинська сільська рада (рос. Новокормихинский сельский совет) — сільське поселення у складі Волчихинського району Алтайського краю Росії.
Адміністративний центр та єдиний населений пункт — село Новокорміха.

## Населення
Населення — 407 осіб (2019; 543 в 2010, 808 у 2002).